# Клисура реке Милешевке
Клисура реке Милешевке је специјални резерват природе у југозападном делу Србије, на територији општине Пријепоље. Обухвата простор који је усечен између планина Златар и Јадовник и дугачак је 24 километра.
Сама река Милешевка извире у селу Милешев До, а завршава се у близини манастира Милешеве и представља десну притоку Лима.
Укупна површина специјалног резервата је 1244,14 хектара.

## Клима
Средња годишња температура клисуре Милешевке износи 6°C, где се у јануару спушта на -30°C, а у августу подиже на 16°C. Јун је месец са највише падавина, просечно 100 милиметара, а годишњи просек је 800 милиметара. Снежни покривач дебљине 10 центиметара се задржава 60 дана у подручју клисуре Милешевке.

## Геоморфолошке одлике
Клисура реке Милешевке представља мању засебну морфолошку целину која чини мозаик разноврсних станишта, а одликује се кречњачком подлогом и изразито дисецираним рељефом. Дубоко усечен кањон реке ствара услов за развој вертикалног крашког процеса, али је на југу планине Златар ипак уочен застој овог процеса. Поред крашког, јавља се и колувијални процес.
Дубина клисуре долази и до 1230 метара, а на неким местима се сужава чак и до 4 метра.

## Биљни свет
Прве писане информације о биљном свету клисуре Милешевке су се појавиле крајем деветнаестог века у записима француског путописца Амија Буеа, мада се озбиљније истраживало тек у другој половини двадесетог века. Први ботаничар који је посетио клисуру Милешевке је био Павле Черњавски, руководилац хербаријума Ботаничке баште „Јевремовац“.
Клисура Милешевке представља једно од флористички и фитогеографски најинтересантнијих подручја на простору југозападне Србије. Мозаичног је карактера и има развијене богате ендемо-реликтне заједнице шума, стена и сипара. Анализирано је 27 биљних заједница са 561 врстом, што чини око 15% укупног броја врста и подврста флоре Србије. Утврђено је присуство 30 ендемичних таксона.
Овде се налази резерват Равниште, који представља најјужније изоловано станиште ендемо-реликтног четинара Панчићеве оморике (Picea omorica).
Од великог су значаја и мешовите шуме букве (Fagus moesiaca), питомог кестена (Castanea sativa), црног граба (Ostrya carpinifolia), црног бора (Pinus nigra) и граба (Carpinus betulus), а најинтересантније јесу литице на чијим се неприступачним деловима налазе очувани примерци црног бора, великих димензија.

## Животињски свет
На стрмим стенама клисуре живе медвед (Usus arctos), вук (Canis lupus), дивокоза (Rupicapra rupicapra), као и срне (Capreolus capreolus) и видре (Lutra lutra). Специјални резерват клисуре реке Милешевке данас представља царство птица грабљивица и до сада је забележено 19 дневних и 9 ноћних врста, заједно са клисуром реке Увац, која је у непосредној близини.
Белоглави суп (Gyps fulvus) је угрожена врста у Србији, али се на подручју клисуре реке Милешевка налази друга по величини колонија белоглавог супа у Србији и једна од већих на простору Балкана, те је њена заштита од националног и међународног значаја. Поред белоглавог супа овде су евидентирани и сури орао (Aquila chrysaetos), орао змијар (Circaetus gallicus), патуљасти орао (Hieraaetus pennatus), сиви соко (Falco peregrinus), прдавац (Crex Crex), пузгавац (Tichodroma muraria), буљине (Bubo bubo), патуљаста сова (Micrathene whitneyi), уралска сова (Strix uralensis) и друге национално и глобално заштићене врсте.
До пре једне деценије овде се могла срести и једна од највећих и ретких птица грабљивица на свету, позната као „европски кондор“, тежине 13 килограма и са распоном крила од 3 метра.

## Фактори угрожавања
Богат и разноврстан биљни свет клисуре Милешевке је изложен дуготрајним и разноврсним факторима угрожавања. Негативни антропогени утицаји фокусирани су на деградацију и уништавање, пре свега шумске, али и осталих облика вегетације. Одмах након откривања, оморике у клисури прати негативно дејство фактора ерозије и формирање клизишта, које угрожава њено станиште.

## Културно наслеђе
У милешевском крају се налази велики број монументалних грађевина од изузетног значаја. На улазу у клисуру се налази манастир Милешева, подигнут почетком тринаестог века, који је основао краљ Стефан Владислав Немањић између 1219. и 1237. године, као своју гробну цркву. Овде су почивале мошти Светог Саве све до 1594. године. Манастир је познат и по фрески Бели Анђео, која се појавила у кадровима првог сателитског преноса између Европе и Северне Америке 1962. године.
Клисура се завршава на стрмом врху где се налазе остаци средњевековног града Милешевац, највероватније изграђеног у четрнаестом веку, а служио је за одбрану манастира и контролу караванског пута од Дубровника ка Цариграду. Узани пут, који иде уз саму литицу тврђаве Милешевац, води до испоснице Светог Саве (настале у тринаестом веку по узору на хиландарске испоснице) и свете Савине воде. Испосница је у виду пећине коју чине две велике дворане.
Под тврђавом Милешевац, у месту Хисарџик, смештена је џамија у којој се чува света књига Куран, старости око 400 година.

## Туризам
До Специјалног резервата природе Клисура реке Милешевке може се доћи аутомобилом, аутобусом и бициклом из правца Пријепоља магистралним путем М-21. Удаљена је од Београда 310 километара, а од Пријепоља 8 километара.
Кроз резерват се пружа планинарска стаза дуга 5 километара са које се на три места може спустити до реке, а која води до Равништа. Постоје пешачке стазе које воде ка водопадима Сопотнице са једне стране реке, а са друге ка планини Златар.

## Заштита
Влада Републике Србије донела је Уредбу о проглашењу Специјалног резервата природе „Клисура реке Милешевке“ (Службени гласник РС бр. 104/2014), као заштићеног подручја I категорије од изузетног националног значаја. На заштићеном подручју су установљени режими сва три степена заштите: 10,67% у првом степену, 88,7% у другом степену и 0,63% површине резервата у трећем степену заштите. Специјални резерват природе „Клисура реке Милешевке“ је поверен на управљање Јавном предузећу „Србијашуме“ и Шумском газдинству „Пријепоље“ из Пријепоља.

#### Претходна заштита
1. Регионални природни парк „Клисура реке Милешевке“ – Решење СО Пријепоље бр. 03-352-6/76 од 11.05.1976. године
2. Строги природни резерват „Равниште“ – Решење СО Пријепоље бр. 03-352-5/76 од 11.05.1976. године
3. Регионални природни парк „Клисура реке Милешевке“ – Решење о допуни решења о стављању под заштиту дела природног подручја на коме се налази клисура позната под именом „Клисура реке Милешевке“ од 22.09.1980. године[1]

Ова област укључена је у мрежу међународних значајних подручја птица (IBA).